# Quelea becvermell
El quelea becvermell o teixidor de bec vermell (Quelea quelea) és entre els ocells l'espècie salvatge amb major nombre d'individus, amb una població adulta reproductiva de 1500 milions. És un ocell petit de la família dels plocèids (Ploceidae), nadiua de l'Àfrica subsahariana.

## Morfologia
- Fa uns 12,5 cm de llargària, amb un pes de 15 - 20 g.
- En època de cria el mascle es distingeix pel seu plomatge més colorit i el bec vermell. Aquest plomatge nupcial del mascle és extraordinàriament variable, amb una màscara facial que pot anar des del negre fins al blanc, i un pit i capell que varia del groc al vermell brillant.
- La resta de l'any el plomatge del mascle és semblant al de la femella, amb una coloració beix, críptica.
- El bec de la femella és groc en època de cria i vermell la resta de l'any.

## Hàbits
El quelea de bec vermell viu i es reprodueix en grans bandades que poden trigar fins a 5 hores per sobrevolar pel mateix punt. Poden volar llargues distàncies en un dia a la recerca d'aliments. La seva esperança de vida és de dos a tres anys.

## Distribució
Viuen bàsicament en zones d'estepa i sabana, no evitant els assentaments humans. L'àrea de distribució cobreix la major part de l'Àfrica subsahariana, amb exclusió de les àrees de bosc humit i algunes zones del sud d'Àfrica.

## Reproducció

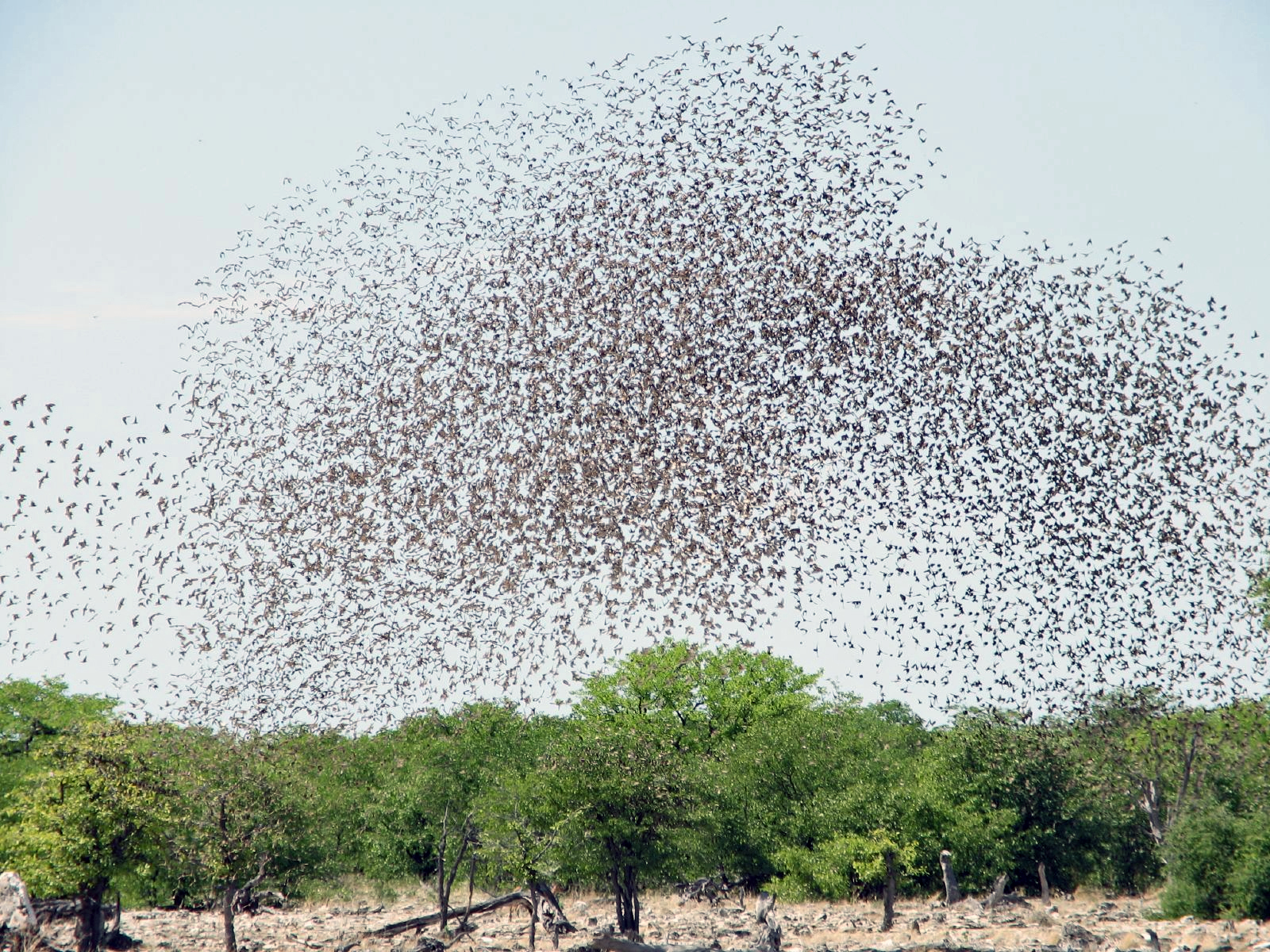
Les bandades del quelea de bec vermell poden reunir milers d'ocells

L'època de reproducció comença amb les pluges estacionals, que es produeixen en diferents moments a la llarga de l'àrea de distribució – començant a principis de novembre per l'extrem nord-occidental. En primer lloc, els mascles reproductors fan nius ovoides incomplets amb herba i palla. Després que la femella ha examinat la construcció i s'ha produït l'aparellament, tots dos socis completen el teixit del niu. La femella pon 2 - 4 ous de color blau clar, i els cova 12 dies. Després de l'eclosió, els pollets són alimentats alguns dies amb erugues i insectes rics en proteïnes. Després els pares passen a introduir llavors en l'alimentació. Els joves romanen al niu unes dues setmanes. Són sexualment madurs després d'un any, però moltes femelles moren abans d'aquest temps, deixant a molts mascles sense parella.

## Alimentació
La dieta d'aquest ocell consisteix en llavors i grans. Tan bon punt surt el sol, es reuneixen en enormes esbarts i cooperen en la recerca d'un lloc adequat per alimentar-se. Després d'una recerca amb èxit, es llancen ràpidament i poden causar greus danys als cultius. A migdia descansen en zones d'ombra prop de l'aigua. A la tarda, tornen a volar a la recerca d'aliment. Els agricultors els consideren plagues, ja que poden arrasar els camps en un breu període.

## Llistat de subespècies
Se n'han descrit tres subespècies:
- Q. q. quelea, Linnaeus 1758. Des del Senegal fins a Txad.
- Q. q. aethiopica, Sundevall 1850. Àfrica oriental.
- Q. q. lathami, Smith 1836. Àfrica meridional.